# Garrett Park
Garrett Park es un pueblo ubicado en el condado de Montgomery en el estado estadounidense de Maryland. En el año 2010 tenía una población de 992 habitantes y una densidad poblacional de 1.417,14 personas por km².

## Geografía
Garrett Park se encuentra ubicado en las coordenadas 39°2′7″N 77°5′33″O / 39.03528, -77.09250.

## Demografía
Según la Oficina del Censo en 2000 los ingresos medios por hogar en la localidad eran de $106,883 y los ingresos medios por familia eran $126,662. Los hombres tenían unos ingresos medios de $96,588 frente a los $66,563 para las mujeres. La renta per cápita para la localidad era de $50,305. Alrededor del 0.8% de la población estaba por debajo del umbral de pobreza.